# پری (فلوریدا)
پری (به انگلیسی: Perry) شهری در شهرستان تیلور ایالت فلوریدا است که در سال ۱۹۰۳ بنیان‌گذاری شده‌است. این شهر طبق سرشماری سال ۲۰۱۰ میلادی، ۷٬۰۶۰ نفر جمعیت داشته و مساحت آن نیز ۲۴٫۱ کیلومتر مربع است.